# Rhipidia maculata
Rhipidia maculata är en tvåvingeart som beskrevs av Johann Wilhelm Meigen 1818. Rhipidia maculata ingår i släktet Rhipidia och familjen småharkrankar. Arten är reproducerande i Sverige. Inga underarter finns listade i Catalogue of Life.